# Életfogytig
Az Életfogytig (eredeti cím: Life) 1999-ben bemutatott amerikai vígjáték-dráma/börtönfilm, Ted Demme rendezésében. A főbb szerepekben Martin Lawrence és Eddie Murphy látható.

## Cselekmény
Ray Gibson belerángatja egy alkoholcsempész akcióba a bankárnak készülő Claude Banks-et. Pike seriff megöli Winston Hancock-ot, holttestét Ray és Claude találja meg, a helyi rendőrök letartóztatják őket, a bíróságon pedig életfogytiglani börtönbüntetésre ítélik őket. Missisippi állam börtöntáborába kerülnek a legveszélyesebb bűnözők közé, ahol kényszermunkát kell végezniük az állam számára (útépítés, árokásás, földművelés). Többször próbálnak megszökni, de sosem járnak sikerrel. A táborban öregszenek meg, ahol sok humoros, és még több tragikus dolgot látnak és élnek át. 
Pike seriffet kinevezik a börtön új igazgatójának. Vadászatra megy Wilkins igazgatóval, melyen Ray és Claude segédkeznek. Ray elmondja mit tett Pike, aki meg akarja ölni Ray-t és Claude-ot, de Wilkins végez vele. Wilkins szabadon akarja bocsátani Ray-t és Claude-ot, de meghal, mielőtt megírhatná a papírokat. Ray és Claude végül a kilencvenes éveikben járva, csellel szöknek meg a börtönből 65 év rabság után.

## Szereplők
| Színész           | Szerep           | Magyar hang     |
| ----------------- | ---------------- | --------------- |
| Eddie Murphy      | Ray Gibson       | Dörner György   |
| Martin Lawrence   | Claude Banks     | Kerekes József  |
| Nick Cassavetes   | Dillard őrmester | Sörös Sándor    |
| Brent Jennings    | Ugráló Bob       | Csuja Imre      |
| R. Lee Ermey      | Pike seriff      | Bácskai János   |
| Ned Beatty        | Dexter Wilkins   | Horkai János    |
| Guy Torry         | Rádió            | Pálmai Szabolcs |
| Michael Taliferro | Aranypofa        | Salinger Gábor  |
| Anthony Anderson  | Kukta            | Fesztbaum Béla  |